# Turjanainen
Turjanainen är en kulle i Finland. Den ligger i Savukoski i landskapet Lappland, i den norra delen av landet, 900 km norr om huvudstaden Helsingfors. Toppen på Turjanainen är 412 meter över havet, eller 109 meter över den omgivande terrängen. Bredden vid basen är 1,9 km.
Terrängen runt Turjanainen är huvudsakligen platt. Trakten runt Turjanainen är nära nog obefolkad, med mindre än två invånare per kvadratkilometer.